# 대본영
대본영(일본어: 大本營 다이혼에이[*], 영어: Imperial General Headquarters)은 전시(戰時) 중 또는 사변(事變) 중에 설치된 일본 제국 육군 및 해군의 최고 통수 기관이다. 천황의 명령(봉칙 명령, 奉勅命令)을 대본영 명령(대본영 육군부 명령(大陸命), 대본영 해군부 명령(大海令))으로 발하는 최고 사령부로서의 기능을 가지는 기관이었다.
청일 전쟁과 러일 전쟁 때도 설치되었으나 이 때는 종전 후 해산하였다. 그 후 중일 전쟁 때 전시 외(外)에도 설치할 수 있도록 바뀌어서 태평양 전쟁 종전 때까지 존속했다.

## 개요
대본영은 육군과 해군을 지배하에 두는 전시 천황 직속의 최고 통수 기관으로서 1893년 5월 19일에 칙령(勅令) 제52호의 전시 대본영 조례(條例)에 의해서 법제화되었다.
청일 전쟁을 지휘하기 위해서 대본영은 1894년 6월 5일에 설치되었다. 대본영은 1893년 제정된 해군 군령부 조례에 의해 평시에 있어서만 육해군부의 군령이 대등하게 된 바로 직후라, 전시 대본영 조례에 의해 해군의 군령도 통괄하고 있던 육군의 참모총장만이 막료장으로 여겨졌다. 9월 15일, 전시 지도의 거점을 히로시마에 두기 위해 천황이 히로시마에 옮겨 갔기 때문에 대본영도 히로시마로 옮겼다(히로시마 대본영). 1894년 4월 1일, 대본영 해산의 조칙에 의해 해산되었다.
러일 전쟁을 지휘하기 위한 대본영은 1904년 2월 11일에 설치되었다. 이 때는 1903년의 대본영 조례 개정에 의해 전시에 있어서도 육해군 모두 군령 기관이 대등하게 되었기 때문에 육군 참모총장과 해군 군령부장 모두 막료장으로 여겨졌다. 1905년 12월 20일에 해산되었다.
중일 전쟁은 일본 정부가 차후에 책임을 중국에 떠넘기기 위해, 전쟁이 아닌 "단순한 사변"으로 포장했기 때문에 1937년 11월 18일에 대본영 설치를 전시로 한정하고 있던 대본영 조례는 칙령 제658호에 의해 폐지되어 새롭게 전시 이외의 사변에도 설치 가능하게 한 '대본영령'(쇼와 12년 군령 제1호)이 제정되었다. 1937년 11월 20일, 대본영이 설치되어 그대로 태평양 전쟁 종전까지 존속한다. 전쟁 말기에는 나가노시의 마쓰시로(松代) 마을에 건설된 지하호에의 천도도 계획되었지만(마츠시로 대본영), 미완성이 된 채 종전(終戰)을 맞이해 1945년 9월 13일에 폐지되었다.

## 조직
대본영은 대부분의 기관이 참모본부 및 군령부에 속해있는 조직이었다. 대본영 회의는 천황과 참모총장, 군령부 총장, 참모 차장, 군령부 차장, 참모본부 제1부장(작전 부장), 군령부 제1부장, 육군 대신, 해군 대신에 의해서 구성되었다. 대본영 조직에는 내각총리대신과 외무 대신등 일본 정부측의 문관(文官)들은 참석하지 않았다. 대본영과 일본 정부와의 의사 통일을 꾀하기 위해 대본영 정부연락회의가 설치되었다.
또한, 대본영은 전과(戰果) 홍보도 하고 있었는데, 전황의 악화에 수반해서 일본군이 계속 패주하자 진실을 전하지 않는, 이른바 대본영 발표를 하기도 했다.

### 육군부
- 육군 참모부
- 총무과(인사·경리·문서)
  - 제1부
    - 제1과(교육 : 제1과 과장은 교육 총감부 제2과장을 겸임했다.)
    - 제2과(작전·방위·병참)

  - 제2부
    - 제4과(1945년 4월 30일에 폐지되었다. 하지만 업무는 제12과가 계승했다.)
    - 제5과(러시아 정보)
    - 제6과(유럽·미국 정보)
    - 제7과(지나(支那) 정보)

  - 제3부
    - 제10과(운수)
    - 제11과(통신)

  - 제4부(1945년 4월 30일부터 제4부 부장은 육군성 군무 국장이 겸임했다.)
    - 제3과(편성·동원 : 과장은 1945년 4월 30일부터 육군성 군무국 군사 과장이 겸임했다.)
    - 제12과(전쟁 지도 : 과장은 육군성 군무국 군무 과장과 겸임했다.)

  - 군정과(제14과로도 불린다. 1943년 2월 13일에 폐지되었다.)
  - 독일과 이탈리아과(제16과로도 불렸다. 1943년 10월 15일에 폐지되었다.)
- 중앙 특종(特種) 정보부
- 육군 부관(副官)부(육군 부관부장은 고급 부관이라고 칭해졌으며, 참모 본부 총무 과장이 겸임했다.)
- 병참 총감부
  - 총감(참모 차장이 겸임했다. 1945년 5월 16일부터 육군 차관이 겸임했다.)
  - 참모장(참모 본부 제1부장이 겸임했다.)
  - 운수 통신 장관부(장관은 참모 본부 제3부장이 겸임했다.)
    - 야전 고등 전신부
    - 야전 고등 우편부

  - 야전 병기 장관부(1937년 11월부터 1943년 10월까지는 육군성 병기 국장이, 이후에는 병기 행정 본부 총무부장이 겸임했다.)
  - 야전 항공 병기 장관부(항공 본부 제2부장이 겸임했다.)
  - 항공 통신 보안 장관부
  - 야전 경리 장관부(장관은 육군성 경리 국장이 겸임했다.)
  - 야전 위생 장관부(장관은 육군성 의무 국장이 겸임했다.)
- 육군 보도부(1945년 6월 2일에 대본영 보도부에 통합되었다.)
- 육군 관리부(부장은 참모 본부 총무과장이 겸임했다.)

### 해군부
- 해군 참모부
  - 제1부(작전·전쟁 지도·국방 방침·연습)
  - 제1과(작전)
- 제2부(군비 계획·병기 정비·운수·보급)
- 제3부(정보 계획·해외 정보)
- 제4부(통신·암호)
- 해군 부관부
- 해군 통신부
- 해군 전비 고사(戰備考査)부
- 해군 전력 보급부(1944년 5월 20일에 설치되었다.)
- 해군 종합부(1945년 5월 27일에 설치되었다.)
- 해군 전비(戰備)부(1945년 5월 27일에 설치되었다.)
- 해군 전력 연성(鍊成)부(1945년 5월 27일에 설치되었다.)
- 해군 보도부(1945년 6월 2일에 대본영 보도부에 통합되었다.)

### 직속부대
- 방위총사령부; 1941년 7월 7일 ~ 1945년 4월 8일
- 관동군; 1919년 4월 ~ 1945년 8월
- 남방군; 1941년 11월 6일 ~ 1945년 9월 2일
- 제1총군; 1945년 4월 8일 ~ 1945년 11월 30일
- 제2총군; 1945년 4월 8일 ~ 1945년 11월 30일
- 항공총군; 1945년 4월 8일 ~ 1945년

## 같이 보기
- 일본의 전쟁 범죄
- 일본의 항복
- 일본의 항복문서
- 쇼와 천황의 전쟁책임
- 일본 제국
- 일본 제국 육군
- 일본 제국 해군
- 황민화정책
- 일본의 우익 단체